# جون ريختر (مهندس معماري)
جون ريختر (بالدنماركية: Johan Richter)‏ هو مهندس معماري دنماركي، ولد في 4 ديسمبر 1925 في آرهوس في الدنمارك، وتوفي بنفس المكان في 18 أبريل 1998.